# Іжорська мова
Іжо́рська мова — мова іжорців, нечисельного народу, що мешкає в Ленінградській області РФ. Належить до північної групи балто-фінських мов. Близька до евремейського говору в групі західнокарельських діалектів.
Згідно з класифікацією ЮНЕСКО зарахована до мов під загрозою зникнення. Кількість мовців наближається до двох сотень, більшість з яких уже літнього віку.

## Говори
Зазвичай вирізняють чотири основні говори:
† — мертві говори
- сойкинський говір, поширений на Сойкинському півострові (Кінгісепський район),
- нижньолузький говір, поширений за нижньою течією річки Луги, від села Ізвіз до села Липове.
- † хеваський говір, яким послуговувались у селах за річкою Коваші та на взбережжі Фінської затоки в Ломоносівському районі Ленінградської області,
- † оредезький говір, був поширений у Гатчинському районі Ленінградської області, західніше від середньої течії річки Оредеж.

Нижньолузький говір суттєво відрізняється від інших іжорських говірок, що зумовлено впливом інгерманландської фінської та водської мов.

## Писемність
До 1930-х років іжорська мова писемності не мала. На початку 1932 року було створено писемність на основі латинської абетки, почалося видання підручників, в інжорських національних сільрадах частина документації велася іжорською мовою. У 1936 році іжорську абетку реформовано. 1938 року видання книжок іжорською мовою та її викладання в школі було зупинено, іжорські національні сільради скасовано.
Іжорська абетка (версія 1932 року)
| A a | Ä ä | B в | D d | E e | F f | G g | H h |
| I i | J j | K k | L l | M m | N n | Ö ö | P p |
| R r | S s | T t | U u | V v | Y y |     |     |

Іжорська абетка (версія 1936 року)
| A a | Ä ä | B в | V v | G g | D d | E e | Ƶ ƶ |
| Z z | I i | J j | K k | L l | M m | N n | O o |
| Ö ö | P p | R r | S s | T t | U u | Y y | F f |
| H h | C c | Ç ç | Ş ş | Ь ь |     |     |     |

Іжорська абетка (версія 2005 року)
| A a | B b | C c | D d | E e | F f | G g | H h |
| I i | J j | K k | L l | M m | N n | O o | P p |
| R r | S s | Š š | T t | U u | V v | Y y | Z z |
| Ž ž | Ä ä | Ö ö |     |     |     |     |     |

1. ↑  Dubov V.S., Lensu J.J. Ensikirja ja lukukirja. L., 1932
2. ↑  Iljin N.A., Junus V.I. Bukvari iƶoroin şkouluja vart. M.-L., 1936